# NGC 5949
NGC 5949 is een spiraalvormig sterrenstelsel in het sterrenbeeld Draak. Het hemelobject werd op 28 november 1801 ontdekt door de Duits-Britse astronoom William Herschel.

## Synoniemen
- UGC 9866
- MCG 11-19-8
- ZWG 319.16
- KARA 682
- IRAS 15273+6456
- PGC 55165